# Pieśń bez końca
Pieśń bez końca (ang Song Without End) – amerykański film z 1960 roku w reżyserii George'a Cukora i Charlesa Vidora